# Oulchy-le-Château (tổng)
Tổng Oulchy-le-Château là một tổng ở tỉnh Aisne trong vùng Hauts-de-France.

## Địa lý
Tổng này được tổ chức xung quanh Oulchy-le-Château thuộc quận Soissons. Độ cao thay đổi từ 57 m (Rozières-sur-Crise) đến 208 m (Saint-Rémy-Blanzy) với độ cao trung bình 125 m.

## Hành chính
| Giai đoạn | Ủy viên      | Đảng | Tư cách |
| --------- | ------------ | ---- | ------- |
| 2008-2014 | Hervé Muzart | UMP  |         |
| 2001-2008 | Hervé Muzart | UDF  |         |

## Các đơn vị cấp dưới
Tổng Oulchy-le-Château gồm 26 xã với dân số là 5 468 người (điều tra năm 1999, dân số không tính trùng)
| Xã                    | Dân số | Mã bưu chính | Mã insee |
| --------------------- | ------ | ------------ | -------- |
| Ambrief               | 84     | 2200         | 02012    |
| Arcy-Sainte-Restitue  | 369    | 2130         | 02022    |
| Beugneux              | 83     | 2210         | 02082    |
| Billy-sur-Ourcq       | 201    | 2210         | 02090    |
| Breny                 | 238    | 2210         | 02121    |
| Buzancy               | 169    | 2200         | 02138    |
| Chacrise              | 339    | 2200         | 02154    |
| Chaudun               | 282    | 2200         | 02172    |
| Cramaille             | 102    | 2130         | 02233    |
| Cuiry-Housse          | 110    | 2220         | 02249    |
| Droizy                | 79     | 2210         | 02272    |
| Hartennes-et-Taux     | 359    | 2210         | 02372    |
| Launoy                | 69     | 2210         | 02412    |
| Maast-et-Violaine     | 155    | 2220         | 02447    |
| Montgru-Saint-Hilaire | 40     | 2210         | 02507    |
| Muret-et-Crouttes     | 100    | 2210         | 02533    |
| Nampteuil-sous-Muret  | 76     | 2200         | 02536    |
| Oulchy-la-Ville       | 126    | 2210         | 02579    |
| Oulchy-le-Château     | 849    | 2210         | 02580    |
| Parcy-et-Tigny        | 243    | 2210         | 02585    |
| Le Plessier-Huleu     | 77     | 2210         | 02606    |
| Rozières-sur-Crise    | 261    | 2200         | 02663    |
| Grand-Rozoy           | 258    | 2210         | 02665    |
| Saint-Rémy-Blanzy     | 203    | 2210         | 02693    |
| Vierzy                | 386    | 2210         | 02799    |
| Villemontoire         | 210    | 2210         | 02804    |

## Biến động dân số
| 1962                                                     | 1968  | 1975  | 1982  | 1990  | 1999  |
| -------------------------------------------------------- | ----- | ----- | ----- | ----- | ----- |
| 4 964                                                    | 5 562 | 5 052 | 5 042 | 5 347 | 5 468 |
| Nombre retenu à partir de 1962 : dân số không tính trùng |       |       |       |       |       |